# Huntley (Gloucestershire)
Huntley é uma paróquia e aldeia de Forest of Dean, no condado de Gloucestershire, na Inglaterra. De acordo com o Censo de 2011, tinha 1105 habitantes. Tem uma área de 5,78 km².